# Tijjani Babangida
Tijjani Babangida (Kaduna, 25 september 1973) is een voormalig Nigeriaans profvoetballer die onder meer speelde voor Roda JC, VVV-Venlo, AFC Ajax en Vitesse. Hij is de oudere broer van Ibrahim Babangida en Haruna Babangida, die eveneens profvoetballer waren.
Buiten Nederland kwam Babangida ook nog enige tijd uit voor Gençlerbirliği SK in Turkije en speelde hij de laatste fase van zijn carrière bij Al-Ittihad in Saoedi-Arabië, waar hij terecht was gekomen via Mido. In maart 2005 zette Tijani Babangida een punt achter zijn voetballoopbaan als gevolg van diverse blessures. Zijn laatste club was in 2005 Ittihad Khémisset in Marokko.
Zijn beste periode beleefde Babangida bij Roda JC (1993-1996) onder trainer Huub Stevens en wellicht in zijn tweede seizoen bij VVV-Venlo (1992-1993) dat toen in de Eerste divisie speelde. Zijn tweede seizoen bij de Amsterdammers liep behoorlijk goed, maar daarna werd de concurrentie te groot en zat hij voornamelijk op de bank.
Babangida werd vooral geroemd door zijn dribbels op het veld en zijn snelheid als aanvaller op de flanken.
Babangida speelde mee op een tweetal wereldkampioenschappen: in 1998 en 2002.
Hij was na zijn loopbaan “special assistent” van het Nigeriaans elftal en voetbalanalist op de Nigeriaanse tv.

## Vernoemingen
De Nederlandse spelers Tijjani Noslin en Tijjani Reijnders zijn vernoemd naar Babangida.

## Statistieken
| seizoen | club                | land          | competitie           | wed. | goals |
| ------- | ------------------- | ------------- | -------------------- | ---- | ----- |
| 1990/91 | Niger Tornadoes     | Nigeria       | Nigerian Division 1  | 23   | 9     |
| 1991/92 | → VVV-Venlo         | Nederland     | Eredivisie           | 6    | 3     |
| 1992/93 | → VVV-Venlo         | Nederland     | Eerste divisie       | 28   | 16    |
| 1993/94 | Roda JC             | Nederland     | Eredivisie           | 29   | 11    |
| 1994/95 | Roda JC             | Nederland     | Eredivisie           | 20   | 5     |
| 1995/96 | Roda JC             | Nederland     | Eredivisie           | 29   | 10    |
| 1996/97 | Ajax                | Nederland     | Eredivisie           | 25   | 4     |
| 1997/98 | Ajax                | Nederland     | Eredivisie           | 26   | 13    |
| 1998/99 | Ajax                | Nederland     | Eredivisie           | 18   | 2     |
| 1999/00 | Ajax                | Nederland     | Eredivisie           | 8    | 1     |
| 2000/01 | → Gençlerbirliği SK | Turkije       | Süper Lig            | 12   | 2     |
| 2001/02 | → SBV Vitesse       | Nederland     | Eredivisie           | 14   | 1     |
| 2002    | → Al-Ittihad        | Saoedi-Arabië | Saudi Premier League | 5    | 0     |
| 2003    | Changchun Yatai     | China         | Jia League           | 9    | 4     |
| 2004    | Changchun Yatai     | China         | Jia League           | 20   | 4     |
| Totaal  | Totaal              | Totaal        | Totaal               | 272  | 85    |

## Erelijst
VVV-Venlo
- Eerste divisie: 1992/93

 Roda JC
- Eredivisie:

1994/95 2e plaats
 Ajax
- Eredivisie: 1997/98
- KNVB Beker: 1997/98, 1998/99

 Gençlerbirliği
- Türkiye Kupası: 2000/01

 Al-Ittihad
- Saudi Professional League: 2002/03

 Nigeria
- Olympische Zomerspelen: 1996